# بيتر فيندال جنسن
بيتر فيندال جنسن (Peter Vindahl Jensen) (مواليد 16 فبراير 1998) هو لاعب كرة قدم دنماركي محترف يلعب كحارس مرمى لنادي إي زد ألكمار.